# Wojewódzki Szpital Zespolony w Elblągu
Wojewódzki Szpital Zespolony w Elblągu – elbląski szpital specjalistyczny położony na ul. Królewieckiej 146.

## Budowa
Początki szpitala sięgają roku 1972, kiedy uchwałą Miejskiej Rady Narodowej w Elblągu zapadła decyzja o jego budowie. Realizacja inwestycji została powierzona Elbląskiemu Kombinatowi Budowlanemu. Miała kosztować około 500 mld ówczesnych złotych. Według wstępnych założeń, szpital miał składać się z budynku głównego (610 łóżek), pawilonu psychiatrycznego (180 łóżek) i poradni przyszpitalnej. Budowa ruszyła dwa lata później i termin jej końca wyznaczono na 1980 (jednak kilkakrotnie ulega przesunięciu). Pierwszym dyrektorem szpitala był lek. med. Hieronim Wagner.
W 1985 oddana do użytku została przyszpitalna przychodnia zdrowia. 1 maja 1987 roku dyrektorem szpitala został lek. med. Jerzy Litwin, zaś Naczelną Pielęgniarką Szpitala – Krystyna Rakowska. Od roku 1987 do WSZ przenoszone są poradnie specjalistyczne (wcześniej były one rozproszone po całym mieście). W tym samym roku ukończono budowę: pięciokondygnacyjnego bloku łóżkowego, bloku dziecięcego, kuchni, pralni oraz bloku pomocy doraźnej. Najważniejsze stanowiska uzyskali przede wszystkim lekarze specjaliści pracujący wcześniej w innych elbląskich szpitalach. Budowa zmierzała ku końcowi.
27 czerwca 1988 uruchomiona została Izba Przyjęć, a już dwa dni później zostali przyjęci pierwsi pacjenci (na Oddział Neurologiczny). Pierwszy zabieg (usunięcia wyrostka robaczkowego) został wykonany 13 lipca. 18 lipca działalność rozpoczął Oddział Ginekologii i Położnictwa. Pierwszego dnia urodziło się na nim 9 dzieci. Do końca roku 1988 w Wojewódzkim Szpitalu Zespolonym uruchomionych zostało
w sumie 15 oddziałów: neurologiczny, pediatryczny A i B, otolaryngologiczny, intensywnej opieki medycznej, anestezjologii, wewnętrzny I i II, okulistyczny, kardiologiczny, chirurgiczny, ortopedyczny, położniczy, ginekologiczny, noworodkowy oraz neurochirurgii.
W 1999 roku do rejestru lądowisk Urzędu Lotnictwa Cywilnego wpisane zostało przyszpitalne lądowisko śmigłowcowe.

## Oddziały
- Izba Przyjęć
- Szpitalny Oddział Ratunkowy
- Blok operacyjny
- Dział Ratownictwa Medycznego
- Oddział Anestezjologii i Intensywnej Terapii
- Oddział Chirurgii Ogólnej i Naczyniowej
- Oddział Chirurgii Onkologicznej
- Oddział Chirurgii Urazowo-Ortopedycznej
- I Oddział Chorób Wewnętrznych z Pododdziałem Gastroenterologicznym
- II Oddział Chorób Wewnętrznych z Pododdziałem Endokrynologicznym
- Oddział Dermatologiczny
- Oddział Ginekologii, Położnictwa i Patologii Ciąży
- Oddział Intensywnego Nadzoru Kardiologicznego
- Oddział Kardiologiczny z Pododdziałem Kardiologii Inwazyjnej
- Oddział Neurochirurgii,Traumatologii z Pododdziałem Neurospondyliatrii
- Oddział Neurologiczny z Pododdziałem Udarowym
- Oddział Niemowlęcy
- Oddział Noworodka, Patologii i Intensywnej Terapii Noworodka
- Oddział Okulistyczny
- Oddział Onkologiczny
- Oddział Otolaryngologiczny z Pododdziałem Chirurgii Szczękowo-Twarzowej
- Oddział Pediatryczny z Pododdziałem Neurologiczno-Rehabilitacyjnym
- Oddział Reumatologiczny
- Oddział Urologiczny